# Liolaemus puna
Liolaemus puna är en ödleart som beskrevs av  Lobo och ESPINOZA 2004. Liolaemus puna ingår i släktet Liolaemus och familjen Tropiduridae. Inga underarter finns listade i Catalogue of Life.